# Камерленго
Камерленго или камерариј (итал. camerlengo, лат. camerarius) кардинал је који врши службу ризничара Апостолске коморе при Светој столици.
Његов задатак је да води све приходе и расходе Апостолске коморе, као и да се брине о њеној имовини. Он предводи и мису задушницу за покојног кардинала и задужен је за вођење конзисторијалних записника. У вријеме упражњене папске столице, до завршетка конклаве и избора новог папе, он управља Ватиканом у функцији шефа државе.